# Aderus crassicornis
Aderus crassicornis es una especie de coleóptero de la familia Aderidae. Fue descrita científicamente por Maurice Pic en 1898.

## Distribución geográfica
Habita en Brasil.